# EICMA
L'EICMA (Esposizione Internazionale Ciclo Motociclo e Accessori), meglio conosciuta nel mondo come Milan Motorcycle Show e in Italia come Salone del ciclo e motociclo, è la più importante rassegna espositiva mondiale di riferimento per le due ruote a motore.

## Storia
La manifestazione discende dalle primissime esposizioni di genere motoristico tenutesi nel capoluogo lombardo all'inizio del XX secolo che ebbero inizio con l'Esposizione Internazionale dell'Automobile e del Ciclo, svoltasi dal 5 al 27 maggio 1901, con una superficie espositiva di 6.875 m² che registrò un folto numero di visitatori.
Il primo Salone del ciclo e motociclo, dal quale viene fatta partire la numerazione progressiva, si tenne nel 1914 presso il Kursaal Diana, ma già dalla seconda edizione, svoltasi 6 anni dopo a causa della Grande Guerra, fu trasferito in via Conservatorio 9, nelle sale del Veloce Club Milano, per poi essere finalmente accolto, dal 1925, nel Palazzo della Permanente, dove rimase fino al gennaio 1939, con la 20ª edizione divisa in due sessioni, per poter ospitare tutti gli espositori. Dopo pochi mesi, i gravi accadimenti che annunciavano l'imminente seconda guerra mondiale fecero annullare i principali saloni motociclistici europei e le autorità milanesi furono subissate dalle richieste dei produttori italiani ed esteri. Si rese necessario organizzare la 21ª edizione che, senza attendere la cadenza annuale, fu inaugurata a fine novembre nei più vasti spazi di Palazzo dell'Arte, dove si tennero le successive edizioni, fino al gennaio 1952. In quell'anno, data l'enorme domanda del mercato di cicli, motocicli e motocarri, in forza della gigantesca opera di ricostruzione del dopoguerra, e la nascita di decine di nuove case motociclistiche, la 29ª edizione di gennaio si dimostrò inadatta a soddisfare le esigenze degli operatori, a causa della ridotta superficie espositiva. Per questo motivo, a partire dalla 30ª edizione del dicembre 1952, fu trasferita nel Palazzo della Meccanica, uno dei padiglioni della Fiera di Milano, struttura che diverrà la sede definitiva dell'EICMA, seguendo le dislocazioni dell'ente fieristico.
La forte crisi del settore motociclistico determinata dall'avvento dei modelli di Fiat 600 e 500, che avevano dirottato l'attenzione dei consumatori verso l'automobile utilitaria, portò alla cadenza biennale del salone, mantenuta dal 1957 al 1998, quando si decise di alternare ogni anno l'EICMA per il settore ciclistico a quella del settore motociclistico. L'assenza del salone motociclistico nel 1958 portò a molte proteste delle case costruttrici e degli operatori del settore e, per evitare altre rimostranze, fu organizzato, una tantum, il "Saloncino Motociclistico di Primavera", svoltosi nel Palazzo dello Sport della Fiera di Milano, nell'aprile 1960.
Dal 2005, dopo il trasferimento della Fiera di Milano nel nuovo Polo Espositivo Rho-Pero, la cadenza dell'EICMA è tornata ad essere annuale per entrambi i settori e divisa in due sessioni per bici e moto, accogliendo le istanze degli espositori. Tale suddivisione era stata sperimentata una tantum nella 54ª edizione del 1995.
Nel 2009 l'EICMA è stata partecipata da circa 450.000 visitatori complessivi, tra i quali 50.041 operatori del settore che hanno osservato gli stand dei 1.341 espositori, provenienti da 31 Paesi e distribuiti in 55.000 m² di superficie coperta. Per la 68ª edizione del 2010 è stato deciso il riaccorpamento delle esposizioni settoriali bici e moto in un unico salone.
Attualmente ricopre la carica di Presidente Andrea Dell’Orto, eletto nel giugno 2018.
Nelle edizioni del 2019 e del 2021 l’EICMA ha conseguito la certificazione ISO 20121, lo standard internazionale per la gestione sostenibile degli eventi.

## Edizioni dell'EICMA a Milano
| N.      | Anno | Sede | Periodo | Dati | Dati | Dati | Note Alcuni modelli presentati                                                                                        |
| N.      | Anno | Sede | Periodo | Superficie m2 | Espositori | Visitatori | Note Alcuni modelli presentati                                                                                        |
| ------- | --- | --- | --- | --- | --- | --- | --- |
| 1ª      | 1914 | Kursaal Diana | 03/05 | | 24 | | |
| 2ª      | 1920 | Veloce Club Milano | 22/05 - 13/06 | | 30 | | |
| 3ª      | 1921 | Veloce Club Milano | 10/06 - 18/06 | | | | |
| 4ª      | 1923 | Veloce Club Milano | 05/01 - 15/01 | | | | |
| 5ª      | 1923 | Veloce Club Milano | 17/11 - 25/11 | | | | |
| 6ª      | 1925 | Permanente | 10/01 - 18/01 | | | | |
| 7ª      | 1926 | Permanente | 10/01 - 18/01 | | | | |
| 8ª      | 1927 | Permanente | 09/01 - 17/01 | | | | |
| 9ª      | 1928 | Permanente | 05/01 - 15/01 | | | | OPRA 500 GP |
| 10ª     | 1929 | Permanente | 19/01 - 27/01 | | | | Guzzi "Norge" |
| 11ª     | 1930 | Permanente | 11/01 - 19/01 | | | | |
| 12ª     | 1931 | Permanente | 10/01 - 18/01 | | | | |
| 13ª     | 1932 | Permanente | 09/01 - 17/01 | | | | |
| 14ª     | 1933 | Permanente | 14/01 - 22/01 | | | | |
| 15ª     | 1934 | Permanente | 13/01 - 21/01 | | 123 | | Sertum 500 - Simplex 500                                                                                              |
| 16ª     | 1935 | Permanente | 12/01 - 20/01 | | 268 | | Gilera 500 Sport - Guzzi 500 W                                                                                        |
| 17ª     | 1936 | Permanente | 11/01 - 19/01 | | | | |
| 18ª     | 1937 | Permanente | 09/01 - 17/01 | | 146 | | |
| 19ª     | 1938 | Permanente | 22/01 - 30/01 | | | | Galbusera V8 |
| 20ª     | 1939 | Permanente | 19/01 - 26/01 27/01 - 31/01                                                                                           | | | | Altea - Guzzi Ardetta                                                                                                 |
| 21ª     | 1939 | Palazzo dell'Arte | 25/11 - 03/12 | | | | Guzzi Condor |
| 22ª     | 1940 | Palazzo dell'Arte | 07/12 - 15/12 | | | | Gilera Saturno |
| 23ª     | 1941 | Palazzo dell'Arte | 29/11 - 08/12 | | | | |
| 24ª     | 1946 | Palazzo dell'Arte | 23/11 - 01/12 | | 212 | | Guzzi Dondolino |
| 25ª     | 1947 | Palazzo dell'Arte | 29/11 - 08/12 | | | | |
| 26ª     | 1948 | Palazzo dell'Arte | 13/11 - 21/11 | | | | Gilera 125 |
| 27ª     | 1949 | Palazzo dell'Arte | 03/12 - 12/12 | | | | AMISA-Rumi 125 - Parilla 98 2T - Idroflex di REOM e Marzocchi                                                         |
| 28ª     | 1950 | Palazzo dell'Arte | 02/12 - 11/12 | | | | MV Agusta 500 4C - Motom Delfino                                                                                      |
| 29ª     | 1952 | Palazzo dell'Arte | 12/01 - 20/01 | | | | Parilla Levriere 125 - Ducati Cruiser                                                                                 |
| 30ª     | 1952 | Fiera di Milano | 29/11 - 08/12 | 20.000 | 502 | | Parilla Levriere 150                                                                                                  |
| 31ª     | 1953 | Fiera di Milano | 28/11 - 06/12 | | | | Moto Guzzi Zigolo |
| 32ª     | 1954 | Fiera di Milano | 27/11 - 08/12 | | 436 | | Ceccato 75 cc. Sport                                                                                                  |
| 33ª     | 1955 | Fiera di Milano | 03/12 - 12/12 | | | | Vespa TAP |
| 34ª     | 1956 | Fiera di Milano | 01/12 -10/12 | | | | Vi-Vi |
| 35ª     | 1957 | Fiera di Milano | 30/11 - 09/12 | 20.000(2) | 550 di 7 Paesi | | Parilla Slughi - Palmieri & Gulinelli Guizzo                                                                          |
| 36ª     | 1959 | Fiera di Milano | 28/11 - 09/12 | | 550 | | |
| 37ª     | 1961 | Fiera di Milano | 02/12 - 11/12 | | 600 | | |
| 38ª     | 1963 | Fiera di Milano | 30/11 - 09/12 | 27.000(2) | 567 di 9 Paesi | | Ducati Brio |
| 39ª     | 1965 | Fiera di Milano | 04/12 -13/12 | | | | Guzzi V7 700 - MV Agusta 600                                                                                          |
| 40ª     | 1967 | Fiera di Milano | 14/10 - 21/10 | | 610 | | Aprilia A7 |
| 41ª     | 1969 | Fiera di Milano | 22/11 - 30/11 | | 650 | 210.000 | Fantic Caballero - Guzzi 50 2C - Vespa 50 Special                                                                     |
| 42ª     | 1971 | Fiera di Milano | 20/11 - 28/11 | | | | Gilera Arcore - Italjet Buccaneer - Laverda 750 SFC Guzzi V7 Sport - Ducati 750 GT                                    |
| 43ª     | 1973 | Fiera di Milano | 17/11 - 25/11 | 45.000(2) | 660 di 15 Paesi | 300.000 | MV 350 Ipotesi - Aspes Yuma - Ducati 750 SS                                                                           |
| 44ª     | 1975 | Fiera di Milano | 22/11 - 30/11 | | 1.000 di 15 Paesi | 450.000 | MV Agusta 125 Sport - Benelli 250 Quattro - Laverda 500                                                               |
| 45ª     | 1977 | Fiera di Milano | 19/11 - 27/11 | | 1.000 di 18 Paesi | 700.000 | Laverda LZ - Ducati Pantah - Bimota KB1 - Bimota SB2 - Piaggio Vespa PX                                               |
| 46ª     | 1979 | Fiera di Milano | 17/11 - 25/11 | | | | Benelli 654 |
| 47ª     | 1981 | Fiera di Milano | 21/11 - 29/11 | | | | Fantic Motor Strada - Gilera TG2 - SWM RZ 124                                                                         |
| 48ª     | 1983 | Fiera di Milano | 23/11 - 29/11 | | | | Gilera RV - Cagiva Alazzurra - Moto Morini 350 K2                                                                     |
| 49ª     | 1985 | Fiera di Milano | 20/11 - 27/11 | | | | Ducati Paso |
| 50ª     | 1987 | Fiera di Milano | 21/11 - 29/11 | | | | Gilera Saturno Bialbero 500 - Moto Morini Dart                                                                        |
| 51ª     | 1989 | Fiera di Milano | 21/11 - 27/11 | | | | Guzzi Daytona |
| 52ª     | 1991 | Fiera di Milano | 18/11 - 24/11 | | | | |
| 53ª     | 1993 | Fiera di Milano | 18/11 - 24/11 | | | | Ducati 916 |
| 54ª     | 1995 | Fiera di Milano | 02/09 - 06/09 21/11 - 26/11                                                                                           | | | | |
| 55ª     | 1997 | Fiera di Milano | 16/09 - 21/09 | | | | MV Agusta F4 750 ORO                                                                                                  |
| 56ª     | 1998 | Fiera di Milano | 17/09 - 20/09 | | | | |
| 57ª     | 1999 | Fiera di Milano | 15/09 - 20/09 | | | | |
| 58ª     | 2000 | Fiera di Milano | 16/09 - 19/09 | | | | |
| 59ª     | 2001 | Fiera di Milano | 18/09 - 23/09 | 70.000(4) | 1.500 | | |
| 60ª     | 2002 | Fiera di Milano | 20/09 - 23/09 | | | | |
| 61ª     | 2003 | Fiera di Milano | 16/09 - 21/09 | | | | |
| 62ª     | 2004 | Fiera di Milano | 17/09 - 20/09 | | | | |
| 63ª     | 2005 | Fiera di Milano | 16/09 - 19/09 15/11 - 20/11                                                                                           | | | | BMW R1200 S |
| 64ª     | 2006 | Fiera di Milano | 15/09 - 18/09 13/11 - 19/11                                                                                           | | | | Ducati 1098 |
| 65ª     | 2007 | Fiera di Milano | 06/11 - 11/11 08/11 - 11/11                                                                                           | 66.609(3) | 1.515 di 39 Paesi | 535.000 | Guzzi V7 Classic - Guzzi Stelvio - KTM 1190 RC8                                                                       |
| 66ª     | 2008 | Fiera di Milano | 04/11 - 09/11 06/11 - 09/11                                                                                           | 50.000(3) 280.000(1)                                                                                                  | 1.002 di 33 Paesi | | Ducati Streetfighter - Beta EVO                                                                                       |
| 67ª     | 2009 | Fiera di Milano | 18/21 - 18/09 10/11 - 15/11                                                                                           | 50.000(3) 450.000(1)                                                                                                  | 1.341 di 31 Paesi | | |
| 68ª     | 2010 | Fiera di Milano | 02/11 - 07/11 | | | | Ducati Diavel |
| 69ª     | 2011 | Fiera di Milano | 08/11 - 13/11 | | | | Ducati 1199 Panigale                                                                                                  |
| 70ª     | 2012 | Fiera di Milano | 13/11 - 18/11 | | 1.053 di 35 Paesi | 510.560 | Benelli BN 600 - MV Agusta Rivale - Piaggio Vespa 946                                                                 |
| 71ª     | 2013 | Fiera di Milano | 5/11 - 10/11 | 280.000(1) | 1.408 di 38 Paesi | 551.404 | Bimota BB3 - Yamaha Tricity                                                                                           |
| 72ª     | 2014 | Fiera di Milano | 4/11 - 9/11 | 280.000(1) | 1.053 di 34 Paesi | 628.600 | Kawasaki Ninja H2 |
| 73ª     | 2015 | Fiera di Milano | 17/11 - 22/11 | | | | BMW G 310 R - Honda Africa Twin                                                                                       |
| 74ª     | 2016 | Fiera di Milano | 8/11 - 13/11 | | | | Honda X-ADV - BMW G 310 GS                                                                                            |
| 75ª     | 2017 | Fiera di Milano | 9/11 - 12/11 | | | | |
| 76ª     | 2018 | Fiera di Milano | 6/11 - 11/11 | | 1.200 di 42 Paesi | | Yamaha Ténéré 700 - Honda CRF450XR                                                                                    |
| 77ª     | 2019 | Fiera di Milano | 7/11 - 10/11 | | 1.800 di 40 Paesi | | Aston Martin AMB 001                                                                                                  |
| 78ª     | 2021 | Fiera di Milano | 23/11 - 28/11 | | oltre 820 di 36 Paesi                                                                                                 | | |
| 79ª     | 2022 | Fiera di Milano | 8/11 - 13/11 | | oltre 1.300 di 43 Paesi                                                                                               | | |
| 80ª     | 2023 | Fiera di Milano | 7/11 - 12/11 | | 1.700 di 45 Paesi | | |
| Legenda | (1) Superficie totale - (2) Solo superficie coperta - (3) Superficie netta espositiva - (4) Dettaglio non disponibile | (1) Superficie totale - (2) Solo superficie coperta - (3) Superficie netta espositiva - (4) Dettaglio non disponibile | (1) Superficie totale - (2) Solo superficie coperta - (3) Superficie netta espositiva - (4) Dettaglio non disponibile | (1) Superficie totale - (2) Solo superficie coperta - (3) Superficie netta espositiva - (4) Dettaglio non disponibile | (1) Superficie totale - (2) Solo superficie coperta - (3) Superficie netta espositiva - (4) Dettaglio non disponibile | (1) Superficie totale - (2) Solo superficie coperta - (3) Superficie netta espositiva - (4) Dettaglio non disponibile | (1) Superficie totale - (2) Solo superficie coperta - (3) Superficie netta espositiva - (4) Dettaglio non disponibile |